# Deutsche Meisterschaften in der Nordischen Kombination 2022

Deutscher Skiverband

Die deutschen Meisterschaften in der Nordischen Kombination 2022 fanden vom 14. bis 16. Oktober 2022 im baden-württembergischen Hinterzarten statt. Der Veranstalter war der Deutsche Skiverband, der Organisator der Skiclub Hinterzarten. Die Sprungwettbewerbe wurden auf der mit Matten belegten und mit einer Eisspur ausgestatteten Rothausschanze (HS 111) im Adler-Skistadion ausgetragen. Die Schanze wurde im Vorfeld der Meisterschaften umgebaut. Als Laufstreckte diente die Dorfrunde Hinterzarten. DSV-Trainer waren Hermann Weinbuch und Florian Aichinger, Wettkampfleiter war Michael Lais.
Bei den Männern gewann Fabian Rießle seinen vierten Meistertitel, wohingegen Nathalie Armbruster erstmals deutsche Meisterin wurde. Im Teamsprint der Männer konnte sich erneut Bayern, bestehend aus Julian Schmid und Jakob Lange, durchsetzen. Erstmals wurde bei den Frauen ein Teamsprint abgehalten. Diesen gewann Thüringen um Maria Gerboth und Cindy Haasch. In der Klasse Jugend 16 siegte Armin Peter vor Timo Tritschler, gefolgt von Moritz Terei. Bei den Junioren setzte sich Nick Schönfeld gegen Tristan Sommerfeldt und Hannes Gehring durch. Die Juniorinnen-Wertung wurde ebenfalls von Nathalie Armbruster gewonnen. Ihr folgten Anne Häckel und Magdalena Burger.

## Frauen

### Einzel
Der Wettbewerb der Frauen fand am 15. Oktober von der Normalschanze statt. Die beste Sprungleistung zeigte Nathalie Armbruster, wohingegen Titelverteidigerin Jenny Nowak die schnellste auf der Loipe war. Es kamen 15 Athletinnen ins Ziel.
| Platz | Name                | Verein             | Sprungpunkte | Laufzeit | Rückstand |
| ----- | ------------------- | ------------------ | ------------ | -------- | --------- |
| 01.   | Nathalie Armbruster | SV-SZ Kniebis 1928 | 123,1        | 13:44,8  |           |
| 02.   | Jenny Nowak         | SC Sohland         | 105,6        | 13:44,2  | +1:09,4   |
| 03.   | Anne Häckel         | VSC Klingenthal    | 114,2        | 14:59,9  | +1:51,1   |
| 04.   | Magdalena Burger    | SC Partenkirchen   | 096,5        | 14:04,1  | +2:05,3   |
| 05.   | Sophia Maurus       | TSV Buchenberg     | 092,4        | 13:50,5  | +2:08,7   |
| 06.   | Maria Gerboth       | WSV Schmiedefeld   | 095,8        | 14:04,9  | +2:09,1   |
| 07.   | Cindy Haasch        | TSG Ruhla          | 089,5        | 13:47,5  | +2:16,7   |
| 08.   | Ronja Loh           | VSC Klingenthal    | 099,4        | 14:33,7  | +2:23,9   |
| 09.   | Trine Göpfert       | WSV Reit im Winkl  | 078,4        | 13:58,7  | +3:12,9   |
| 10.   | Maja Loh            | VSC Klingenthal    | 065,0        | 14:34,8  | +4:42,0   |

### Teamsprint
Beim erstmals ausgetragenen Teamsprint der Frauen kamen alle sieben Teams in die Wertung. Er fand am Sonntag, dem 16. Oktober statt.
| Platz | Team                         | Namen                            | Sprungpunkte | Laufzeit | Rückstand |
| ----- | ---------------------------- | -------------------------------- | ------------ | -------- | --------- |
| 01.   | Thüringen (TSV)              | Maria Gerboth Cindy Haasch       | 202,4        | 24:12,9  |           |
| 02.   | Sachsen (SVSAC) I            | Anne Häckel Jenny Nowak          | 215,5        | 24:39,1  | +0:00,2   |
| 03.   | Bayern (BSV)                 | Magdalena Burger Sophia Maurus   | 179,8        | 24:43,5  | +1:15,6   |
| 04.   | Baden-Württemberg (SBW)      | Kathrin Mark Nathalie Armbruster | 185,5        | 25:59,6  | +2:20,7   |
| 05.   | Thüringen (TSV) Bayern (BSV) | Hannah Rommel Trine Göpfert      | 142,9        | 25:44,2  | +3:30,3   |
| 06.   | Sachsen (SVSAC) II           | Thea Häckel Ronja Loh            | 159,3        | 26:25,7  | +3:38,8   |
| 07.   | NRW (WSV) BaWü (SBW)         | Anna Himmelreich Amelie Steiner  | 102,6        | 26:53,8  | +6:00,9   |

### Juniorinnen
Der Einzelwettbewerb fand am Samstag, dem 15. Oktober in der Gundersen-Methode (HS 111/5 km) statt und war in jenem der Frauen integriert. Deutsche Juniorenmeisterin wurde Nathalie Armbruster.
| Platz | Name                | Verein             | Sprungpunkte | Laufzeit | Rückstand |
| ----- | ------------------- | ------------------ | ------------ | -------- | --------- |
| 01.   | Nathalie Armbruster | SV-SZ Kniebis 1928 | 123,1        | 13:44,8  |           |
| 02.   | Anne Häckel         | VSC Klingenthal    | 114,2        | 14:59,9  | +1:51,1   |
| 03.   | Magdalena Burger    | SC Partenkirchen   | 096,5        | 14:04,1  | +2:05,3   |

## Männer

### Einzel
Der Einzelwettbewerb fand am Samstag, dem 15. Oktober in der Gundersen-Methode (HS 111/10 km) statt. Den Sprungdurchgang konnte Vinzenz Geiger gewinnen, doch ging der Oberstdorfer beim Langlauf nicht an den Start. Ebenfalls nicht in der Wertung war Eric Frenzel, der eine Runde zu früh auf die Zielgerade einbog und disqualifiziert wurde. Es kamen 36 Athleten in die Wertung. Sieger wurde Fabian Rießle mit der zweitbesten Sprung- und drittbesten Laufleistung.
| Platz | Name                 | Verein            | Sprungpunkte | Laufzeit | Rückstand |
| ----- | -------------------- | ----------------- | ------------ | -------- | --------- |
| 01.   | Fabian Rießle        | SZ Breitnau       | 134,0        | 22:44,4  |           |
| 02.   | Jakob Lange          | WSV Kiefersfelden | 129,7        | 22:49,8  | +0:22,4   |
| 03.   | Julian Schmid        | SC Oberstdorf     | 127,8        | 22:42,1  | +0:22,7   |
| 04.   | Manuel Faißt         | SV Baiersbronn    | 126,7        | 22:38,8  | +0:23,4   |
| 05.   | Johannes Rydzek      | SC Oberstdorf     | 125,5        | 22:45,1  | +0:34,7   |
| 06.   | Terence Weber        | SSV Geyer         | 113,6        | 23:08,1  | +1:45,7   |
| 07.   | Wendelin Thannheimer | SC Oberstdorf     | 114,1        | 23:13,6  | +1:49,2   |
| 08.   | David Mach           | TSV Buchenberg    | 104,0        | 23:06,5  | +2:22,1   |
| 09.   | Simon Mach           | TSV Buchenberg    | 112,0        | 23:40,7  | +2:24,3   |
| 10.   | Nick Siegemund       | VSC Klingenthal   | 126,5        | 25:37,3  | +3:22,9   |

### Teamsprint
Der Teamsprint wurde am Sonntag, dem 16. Oktober (HS 111/2 × 7,5 km) ausgetragen. Es kamen alle 19 gemeldeten Paare in die Wertung.
| Platz | Team                       | Namen                                | Sprungpunkte | Laufzeit | Rückstand |
| ----- | -------------------------- | ------------------------------------ | ------------ | -------- | --------- |
| 01.   | Bayern (BSV) I             | Julian Schmid Jakob Lange            | 244,1        | 35:06,7  |           |
| 02.   | Baden-Württemberg (SBW) I  | Manuel Faißt Fabian Rießle           | 230,6        | 34:49,0  | +0:09,3   |
| 03.   | Bayern (BSV) II            | Wendelin Thannheimer Johannes Rydzek | 229,7        | 34:47,5  | +0:09,8   |
| 04.   | Sachsen (SVSAC) I          | Eric Frenzel Terence Weber           | 227,5        | 34:52,1  | +0:18,4   |
| 05.   | Bayern (BSV) III           | Simon Mach David Mach                | 218,9        | 36:57,3  | +2:40,6   |
| 06.   | Sachsen (SVSAC) III        | Nick Schönfeld Tristan Sommerfeldt   | 178,2        | 37:11,4  | +4:16,7   |
| 07.   | Sachsen (SVSAC) II         | Martin Hahn Nick Siegemund           | 162,4        | 36:54,0  | +4:30,3   |
| 08.   | Bayern (BSV) III           | Benedikt Gräbert Christian Frank     | 175,0        | 37:40,5  | +4:51,8   |
| 09.   | Baden-Württemberg (SBW) II | Pirmin Maier Jan Andersen            | 190,1        | 38:14,6  | +4:55,9   |
| 10.   | Thüringen (TSV) I          | Richard Stenzel Hannes Gehring       | 176,3        | 38:51,9  | +6:01,2   |

### Junioren
Der Einzelwettbewerb fand am Samstag, dem 15. Oktober in der Gundersen-Methode (HS 111/5 km) statt. Deutscher Juniorenmeister wurde Nick Schönfeld.
| Platz | Name                | Verein             | Sprungpunkte | Laufzeit | Rückstand |
| ----- | ------------------- | ------------------ | ------------ | -------- | --------- |
| 01.   | Nick Schönfeld      | VSC Klingenthal    | 104,0        | 24:33,3  |           |
| 02.   | Tristan Sommerfeldt | WSC Oberwiesenthal | 090,3        | 24:14,1  | +0:35,8   |
| 03.   | Hannes Gehring      | SV Biberau         | 088,7        | 24:55,1  | +1:22,8   |